# Деревний кенгуру Лумгольтца
Деревний кенгуру Лумгольтца (Dendrolagus lumholtzi) — вид родини Кенгурових. Верхні частини тіла сіруваті чи оливково-жовто-коричневі, низ білий, стопи чорнуваті. 

## Поширення, екологія
Живе у вологих тропічних лісах (часто і у вторинних лісах) на північному сході штату Квінсленд, Австралія. Діапазон поширення за висотою: 0–1600 м над рівнем моря. 
Веде нічний спосіб життя, потайливий і територіальний. Вживає фрукти і листя різних рослин тропічного лісу. Підраховано, що деревний кенгуру Лумгольтца проводить лише 2 % свого часу на ґрунті, решту ж часу у середньому та високому ярусах деревного покриву. Відносно солітарний. Домашні діапазони самиць перекриваються з домашніми діапазонами самців. Кілька самиць з одним малям можуть разом перебувати в неволі, але двоє самців у присутності самиці будуть люто битися.

## Загрози та охорона
Цей вид знаходиться у світовій спадщині ЮНЕСКО Вологі ліси Квінсленду. У сільськогосподарських районах, в яких живе деревний кенгуру Лумгольтца загрозами є хижацтво собак і загибель на дорогах.

## Етимологія
Названий на честь Карла Люмгольтца нюн. Carl Lumholtz, норвезького натураліста й відкривача видів.